# 甘美男子
『甘美男子』（かんみだんし）は、清水ユウによる日本の漫画作品。単行本はブレイドコミックス（マッグガーデン）から全5巻。2009年6月より短期連載していた『甘美男子茶房』についても同項目にて記載する。

## 概要
眉目秀麗な四人の着物男子が切り盛りする、古風で小さな甘味処「鹿楓堂（ろくほうどう）」。お客様へ極上のおもてなしを通じて憩いや和みを提供する、ハートフルな和風カフェストーリー。
「甘美男子茶房」は、鹿楓堂の紹介～鹿楓堂の危機までの物語。「甘美男子」は、前作より1年経過した、営業再開後の物語となる。

## 舞台
鹿楓堂（ろくほうどう）
和風でレトロな雰囲気を残した甘味処で、現店主であるスイが経営している。元々はスイの祖父が経営していたが、他界した後に店を受け継ぎ、現在に至る。

## 登場人物

### 鹿楓堂
スイ（東極京水 - とうごく きょうすい）
鹿楓堂の店主で、お茶を担当。誰に対しても敬語で話し、冷静沈着な頼れるリーダーだが、大の猫好きであることや料理が苦手であることなど意外な一面も垣間見られる。莫大な資産を有し、政界にも名を轟かす東極家の嫡男で、双子の兄である八京は、度々スイに対して破壊工作を仕掛けてくる。今のままでよくないことは承知しているものの、どうにもできない自分や八京に対し、心を痛めている。
ぐれ（グレゴーリオ・ヴァレンティノ）
鹿楓堂の従業員で、コーヒーを担当。日本人とイタリア人のハーフ。陽気なムードメーカーで、頼れるアニキっぷりから男性客ファンも多い。彼のコーヒーは味は格別なのにラテアートの腕前は微妙。隙をみてはラテ画を披露するが百鬼夜行のごとく独特なアート作品となる。小さい頃は、マフィアである「カルヴィーノファミリー」で育てられていた。そのため、自分の大事な（主に鹿楓堂の）仲間が傷付けられたりすると、普段の陽気さは影を潜め、途端に冷徹な行動に出ることもある。普段は周囲に言動を流されたりするが、幼馴染のカルロやあおからは特に慕われている。
ときたか（永江世貴 - ながえ ときたか）
鹿楓堂の従業員で、料理全般を担当。穏やかで寡黙な性格をしており、手先は器用。時代劇が好きで、町内のご老人と交流が深い。携帯電話は持っていなかったが、周囲の進めにより所持するようになった。鹿楓堂で働く前は「永江紅葉」で名の知れた陶芸家であったが、心無い卸商人により作品を高値で売却されたり、かつては一緒に住んでいた叔父からも、「作品を作り出すための道具」として見られていたことに心を痛め、人間不信に陥っていたこともあった（後にお互いで誤解があったと発覚、現在は和解している）。
つばき（中尾つばき - なかお つばき）
鹿楓堂の従業員で、製菓を担当。ぐれのボケに対するツッコミには容赦ないが、かなりシャイな性格。ときたかと特に仲がよく、お互いのことをよく知っている。大のお菓子好きで、休日には甘味巡りをしている。暇を見つけては創作菓子を考案したり一から基礎を学び直すなど、製菓には並々ならぬ情熱を燃やす直向さを見せるが、きっかけは小さい頃に母親が作ってくれた手作りお菓子の温かさに触れたことで、「自分の作ったお菓子でみんなを幸せにしたい」という気持ちを持つようになったため。高校時代に家庭内で起こった、暗い過去を思わせる描写が度々見られるが、まだ明らかにはされていない。
きなこ
鹿楓堂の看板猫。怪我していたころをスイに助けられ、そのまま飼われることになった。すぐに「フンッ」と顔を背けてしまう無愛想さだが、命を助けられたことに恩義を持っており、たい焼きや爬虫類等のお礼を軒先に置いたり、客を招き入れたりしている。ねこじゃらしにじゃれたり、スイと遊ぶのが大好き。

### 鹿楓堂の関係者
本堂直（ほんどう ただし）
ヤバ刑事シリーズや十手八三郎で有名な俳優で、スイの祖父が店主だった頃の常連客。バツの悪さや好物だった大福が置かれていなかったことに気を悪くしてしまったが、先代のレシピを参考に、スイ達の試行錯誤によって完成した大福を食べ、満面の笑みを浮かべた。
あお
ヤクザの麻薬取引に利用されたことを知り、鹿楓堂に逃げ込んできた少年。家庭の事情により荒んだ生活を送っていたため、大人を信用できずにいた。ぐれの励ましや鹿楓堂のみんなが助けてくれたことにより、沖縄に住む遠い親戚の家へ行くことを決心。親戚の紹介により喫茶店で働くことになった。
三波紺太（みなみ こんた）
ときたかの焼いたサブレとカプチーノが大好物な常連客で、老舗の製菓店「輿水屋」の従業員。鹿楓堂とともに新商品のアイデアを考案し、買収の危機を逃れることができた。完成した商品は「マンガ肉ーヘン」という、マンガ肉を楽しめるロールケーキで、雑誌にも紹介される名物となった（つばき曰く、「発想はナナメ上に行った」）。
東極八京（とうごく やきょう）
スイの双子の兄。幼い頃は仲の良い兄弟だったが、現在は土地の権利書をめぐって閉店に追い込んだりと、強引な手口で破壊工作を行っている。兄弟仲の悪くなった原因は、現在のところ明らかになっていない。

## カバー裏
カバー裏には、コンセプトに応じた男子たちと「もしもシリーズ」のおまけマンガが掲載されている。
甘味男子茶房
チャームポイントについてのおまけマンガ。ときたかのチャームポイントである、八重歯が1ページしか載っていなかったことに対してぐれが言及するも、「惜しい」ことになっていた。
1巻
飲茶男子＋スイがつばきキャラだったら……マンガ。ぐれがいつも以上にダメージを喰らい、「すごく怖い」結果となった。
2巻
必殺男子＋ぐれがスイキャラだったら……マンガ。つばき曰く「やりづらい」ことになり、「絡みづらい」結果となった。
3巻
紅茶男子＋ときたかがぐれキャラだったら……マンガ。八重歯がいっぱい出ており、スイを複雑な気持ちにさせる、「別人過ぎる」結果となった。
4巻
眼鏡男子＋つばきがときたかキャラだったら……マンガ。毒が全くないため、ぐれ曰く「かゆい所に手が届かない」ことになり、「物足りない」結果となった（ちなみに、つばきは「やだ何これバカじゃないの」と発言した）。

## 書誌情報

### 甘美男子茶房
2009年10月25日初版発行 ISBN 9784861276675

### 甘美男子
1. 2011年2月25日初版発行 ISBN 9784861278266
2. 2011年10月23日初版発行 ISBN 9784861279072
3. 2012年2月25日初版発行 ISBN 9784861279515
4. 2012年9月25日初版発行 ISBN 9784800000453
5. 2013年4月25日初版発行 ISBN 9784800001290